# Sampiero Corso (Dubray)
Cet article concerne statue de Sampiero Corso. Pour le personnage historique, voir Sampiero Corso.
Sampiero Corso, ou Monument commémoratif de Sampiero Corso, est une statue du condottiere Sampiero Corso située à Bastelica, en Corse-du-Sud, en France. Inaugurée en 1890, elle est l'œuvre du sculpteur français Vital Gabriel Dubray.

## Description
Le monument est une statue en bronze de 3,50 mètres installée sur un piédestal en granit de 7 mètres. Sur le piédestal se trouve trois bas-reliefs relatifs à la vie de Sampiero Corso : le siège de Perpignan, la bataille de Tenda et son assassinat. Une plaque commémorative est aussi présente.
Dans la scène restituée par la statue, Sampiero Corso, debout, tend son épée vers le ciel. Sampiero Corso, figure corse, est natif de la commune.

## Localisation
La statue est située devant l'église Saint-Michel, dans le hameau de Santo, à Bastelica.

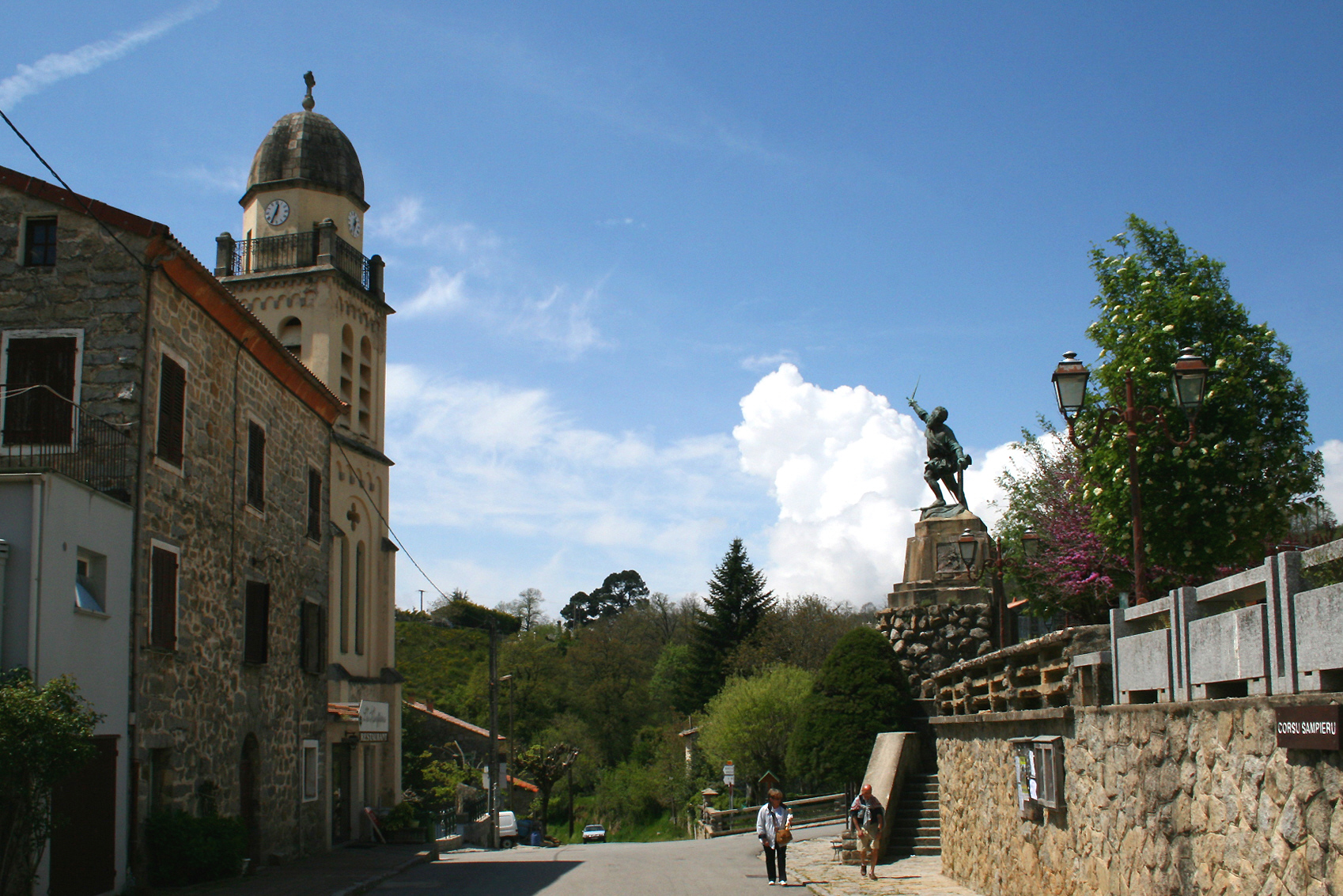
Vue générale de la statue à Bastelica.

## Protection
Le monument fait l'objet d'une inscription au titre des monuments historiques depuis le 8 février 2008. La statue est propriété de la commune de Bastelica.

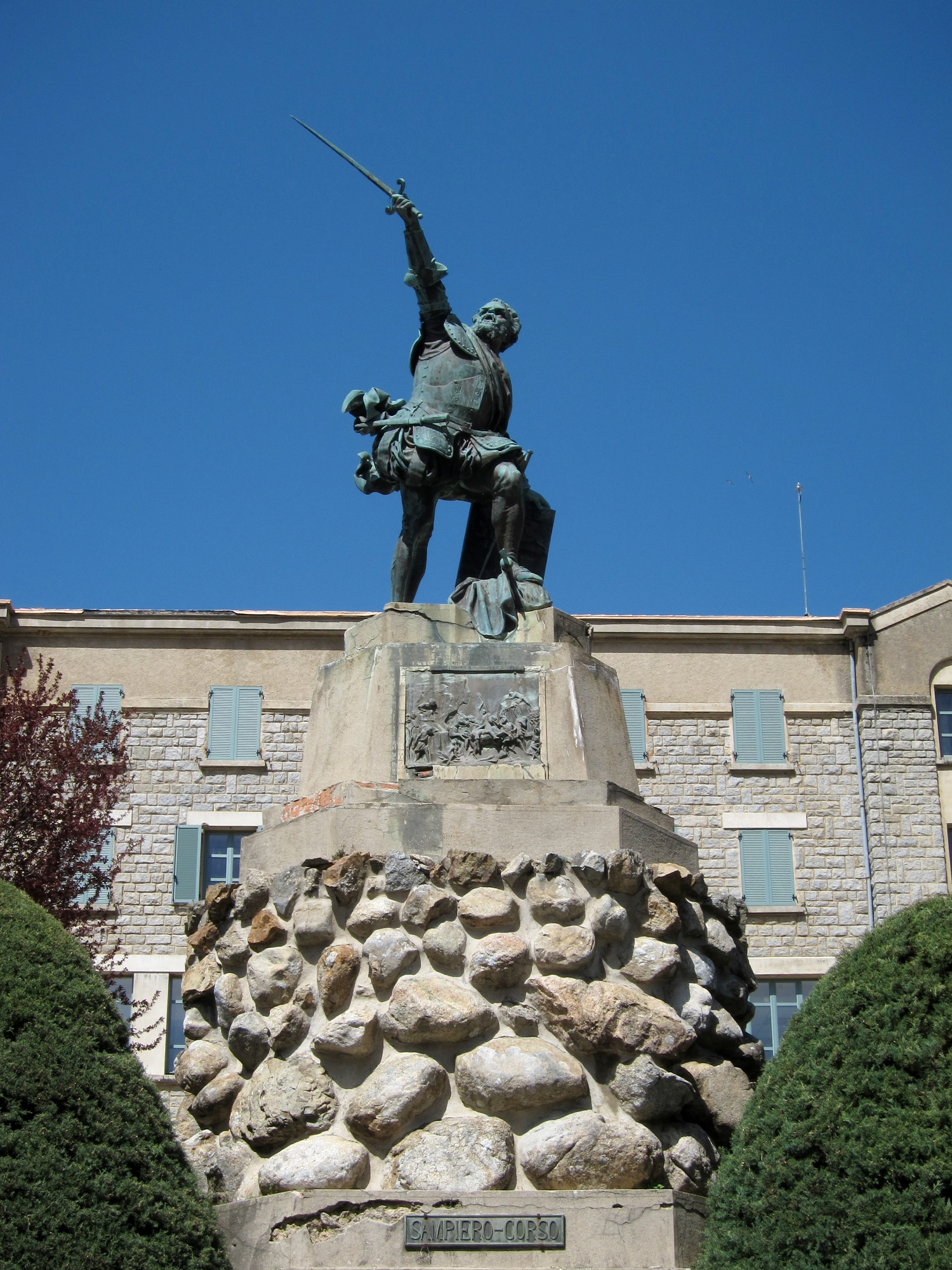
Vue de la statue avec son piédestal.